# Vámos Judit (filmrendező)
Vámos Judit (Székesfehérvár, 1937) magyar filmrendező, tévériporter.

## Életpályája
A Színház- és Filmművészeti Főiskola hallgatója volt, 1963-ban végzett Keleti Márton 1958-ban indított osztályában. 1963-tól a Magyar Televízióban tévériporterként és rendezőként dolgozott. Televíziós dokumentumfilmek, riportfilmek, portrék rendezője.
Az 1976. május 10-15. között megrendezett XVI. Miskolci TV-Fesztiválon a fesztivál igazgatója Vámos Judit filmrendező volt.

## Filmjei, televíziós rendezései
- Portré (1963) - kisjátékfilm
- Árvíz után (1964) - riportfilm
- Fiatalkorúak (1964) - riportfilm
- Hangulat (1965) - riportfilm
- Háborús bűnösök (1965) - dokumentumfilm, riportfilm
- Alkohol (1966)[2] - dokumentumfilm, riportfilm
- Ítélet kémügyben (1967) - dokumentumfilm, rövidfilm
- Galeri (1968) - oktatófilm
- Látogatás Dürrenmattnál (1968) - portréfilm, riportfilm
- Család és társadalom (1970) - riportsorozat, dokumentumfilm-sorozat
- Találkozás Indiával (1972) - három- vagy négyrészes dokumentumfilm-sorozat, TV minisorozat
- Esztergom ezeréves (1973) - dokumentumműsor
- Indiai nők - Asszonyok száriban (1974) - dokumentumfilm
- Egy nap Indira Gandhival (1974) - riportfilm
- Horizont (1977) - riportsorozat
- ...és élnek és lesznek emberek - Oroszország (1977) - dokumentumfilm
- Volt egyszer egy „R”-csoport (1982) - dokumentumfilm
- Kétmillió – jog a boldogsághoz korhatár nélkül (1983) - riportfilm
- Nemzetközi szakácskönyv (1983-1985) - ismeretterjesztő műsor sorozat (közös rendezés Pintér Gyulával)
- Dolgozni … a nyugdíjhatáron túl (1985) - riportfilm

## Díjai, elismerései
- II. Miskolci Rövidfilmfesztivál, tévériportfilm kategória I. díj (az Árvíz után és a Fiatalkorúak című riportfilmekért) (1965)
- II. Miskolci Rövidfilmfesztivál, filmkritikusok díja (a Fiatalkorúak című riportfilmért) (1965)[3]
- belügyminiszteri jutalom (1966. szeptember 29.)[4]